# Gamasiphis minoris
Gamasiphis minoris är en spindeldjursart som beskrevs av Wolfgang Karg 1996. Gamasiphis minoris ingår i släktet Gamasiphis och familjen Ologamasidae. Inga underarter finns listade i Catalogue of Life.